# خفاش دم‌کوتاه مونو
خفاش دم‌کوتاه مونو (نام علمی: Carollia monohernandezi) نام یک گونه از سرده خفاش‌های برگ‌بینی دم‌کوتاه است.